# Loxoblemmus timliensis
Loxoblemmus timliensis är en insektsart som beskrevs av Bhargava 1982. Loxoblemmus timliensis ingår i släktet Loxoblemmus och familjen syrsor. Inga underarter finns listade i Catalogue of Life.